# 졸라휘테

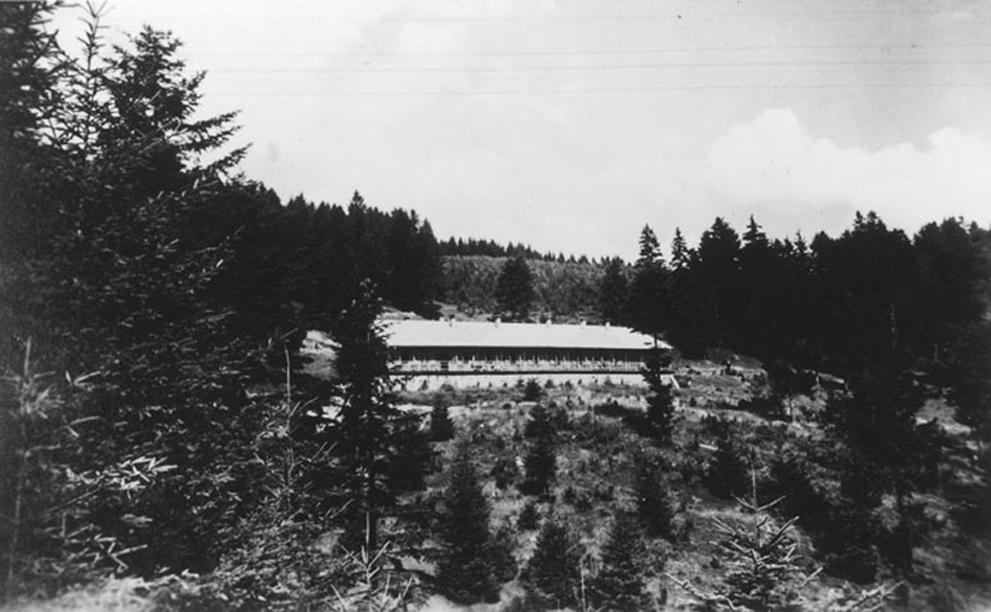
점령된 폴란드의 홀로코스트 당시 나치 독일인 인력의 졸라휘 게스트하우스 및 아우슈비츠 수용소 단지 행정 모습 일반. 회커 앨범 사진

졸라휘테(독일어: Solahütte)는 점령된 폴란드에서 홀로코스트 동안 아우슈비츠/비르케나우/부나 시설의 나치 독일 경비원, 관리자, 보조 인력들을 위한 폴란드의 잘 알려지지 않은 휴양지였다. 비록 독일 직원들이 보낸 그 시대의 엽서에 의문의 미리 인쇄된 반환 주소 "SS 휘트 졸레탈"이 포함되어 있었지만, 이 시골 마을은 2007년까지 역사가들에게 거의 알려지지 않은 채 남아있었는데, 그 후 아우슈비츠의 빈티지 사진들을 포함하여 SS 장교 카를프리드리히 회커가 소유한 기념품들의 회커 앨범이 미국 홀로코스트 기념관에 기증되었고, 그 후 연구를 위해 온라인으로 이 앨범의 이미지들을 공개했다. 일부 사진들은 처음으로 졸라휘테의 신원을 확인했다.